# 만주국 상서부
만주국 상서부(중국어: 滿州國尚書府)는 만주국의 황제 직할기관이다. 일본의 내대신부(内大臣府)에 해당한다.

## 개요
어새(御璽)・국새(國璽)를 보관하고, 조칙(詔勅)・칙서(勅書) 등의 궁중 문서와 관련된 사무를 처리하는 기관으로, 상서부대신 이하 수명의 직원으로 설치되었다.

## 역대 상서부 대신
1. 궈종시(郭宗熙, 1934년 3월 1일 ~ 1934년 12월 29일)
2. 위안진카이(袁金鎧, 1935년 2월 1일 ~ 1944년 4월 24일)
3. 지싱(吉興, 1944년 4월 24일 ~)